# Tercera Federación - Grupo XVII 2025-26
La temporada 2025-26 del Grupo XVII de la Tercera Federación de fútbol comenzará el 7 de septiembre de 2025 y finalizará el 10 de mayo de 2026. Posteriormente se disputará la promoción de ascenso entre el 17 de mayo y el 7 de junio en su fase territorial, y para finalizar en su fase nacional entre el 14 y 21 de junio. Se trata de la cuarta edición tras la restructuración de las categorías no profesionales por parte de la RFEF a causa de la pandemia global causada por el Coronavirus; y es la quinta categoría a nivel nacional.

## Sistema de competición
Participan dieciocho clubes encuadrados en un único grupo. Se enfrentan todos contra todos en dos ocasiones -una en campo propio y otra en campo contrario- durante un total de 34 jornadas. El orden de los encuentros se decide por sorteo antes de empezar la competición. La Federación de Fútbol de Aragón es la responsable de designar las fechas de los partidos y los árbitros de cada encuentro, reservando al equipo local la potestad de fijar el horario exacto de cada encuentro.
Una vez finalizada la competición, el primer clasificado asciende directamente a Segunda Federación y se proclama campeón de Tercera Federación.
Los clasificados entre el segundo y el quinto lugar disputan un Play Off territorial en formato de eliminatorias a doble partido ida y vuelta. En caso de empate el vencedor de la eliminatoria es el equipo mejor clasificado. El equipo vencedor de este Play Off se clasifica a la Promoción de ascenso a Segunda Federación que tiene carácter de final interterritorial.
Los tres últimos clasificados descienden directamente a Regional Preferente. Puede haber más descensos por arrastre provocados por descensos de superior categoría.

## Ascensos y descensos
| Pos. | Ascendidos a 2.ª Federación |
| ---- | --------------------------- |
| 1º   | C. D. Ebro                  |

| Pos. | Descendidos de 2.ª Federación |
| ---- | ----------------------------- |
|      | Ninguno                       |

| Pos.  | Acendidos de Regional Preferente |
| ----- | -------------------------------- |
| 1º G1 | C. D. Cariñena                   |
| 1º G2 | C. D. Robres                     |
| 2º G1 | C. F. Illueca                    |
| 2º G2 | U. D. Casetas                    |

| Pos. | Descendidos a Regional Preferente |
| ---- | --------------------------------- |
| 16º  | U. D. Fraga                       |
| 17º  | C. D. Brea                        |
| 18º  | C. D. Fuentes                     |

## Equipos

### Listado de equipos
| Equipo                  | Localidad                 | Estadio                      | Capacidad |
| ----------------------- | ------------------------- | ---------------------------- | --------- |
| A. D. Almudévar         | Almudévar                 | La Corona                    | 2.000     |
| Andorra C. F.           | Andorra                   | Juan Antonio Endeiza         | 3.000     |
| Atlético Monzón         | Monzón                    | Isidro Calderón              | 5.000     |
| C. D. Belchite 97       | Belchite                  | El Tejar                     | 1.000     |
| C. D. Binéfar           | Binéfar                   | Los Olmos                    | 1.250     |
| C. F. Calamocha         | Calamocha                 | Polideportivo Jumaya         | 1.000     |
| Club Deportivo Cariñena | Cariñena                  | La Platera                   |           |
| U. D. Casetas           | Casetas                   | San Miguel                   | 1.000     |
| C. D. Caspe             | Caspe                     | Los Rosales                  | 1.000     |
| C. D. Cuarte            | Cuarte de Huerva          | Nuevo Municipal              | 2.000     |
| C. F. Épila             | Épila                     | La Huerta                    | 1.200     |
| S. D. Huesca "B"        | Huesca                    | Complejo Deportivo San Jorge | 1.000     |
| C. F. Illueca           | Illueca                   | Papa Luna                    |           |
| C. D. La Almunia        | La Almunia de Doña Godina | Tenerías                     | 1.500     |
| C. D. Robres            | Robres                    | San Blas                     | 400       |
| C. D. J. Tamarite       | Tamarite de Litera        | La Colomina                  | 800       |
| C. D. Utrillas          | Utrillas                  | La Vega                      | 2.500     |
| C. D. Zuera             | Zuera                     | José Guzmán                  | 2.500     |

| Almudévar Andorra At. Monzón Belchite 97 Binéfar Calamocha Cariñena Casetas Caspe Cuarte Épila Huesca "B" Illueca La Almunia Robres Tamarite Utrillas Zuera |

### Equipos por Provincia
| N.º | Provincia | Equipos                                                                            |
| --- | --------- | ---------------------------------------------------------------------------------- |
| 9   | Zaragoza  | Belchite 97, Cariñena, Caseteas, Caspe, Cuarte, Épila, Illueca, La Almunia y Zuera |
| 6   | Huesca    | Almudévar, Monzón, Binéfar, Huesca "B", Robres y Tamarite                          |
| 3   | Teruel    | Andorra, Calamocha y Utrillas                                                      |

## Clasificación
| Pos. | Equipo            | Pts. | PJ | G | E | P | GF | GC | Dif. |                                             |
| ---- | ----------------- | ---- | -- | - | - | - | -- | -- | ---- | ------------------------------------------- |
| 1    | A. D. Almudévar   | 0    | 0  | 0 | 0 | 0 | 0  | 0  | 0    | Ascenso a Segunda Federación y Copa del Rey |
| 2    | Andorra C. F.     | 0    | 0  | 0 | 0 | 0 | 0  | 0  | 0    | Play-off de ascenso a Segunda Federación    |
| 3    | Atlético Monzón   | 0    | 0  | 0 | 0 | 0 | 0  | 0  | 0    | Play-off de ascenso a Segunda Federación    |
| 4    | C. D. Belchite 97 | 0    | 0  | 0 | 0 | 0 | 0  | 0  | 0    | Play-off de ascenso a Segunda Federación    |
| 5    | C. D. Binéfar     | 0    | 0  | 0 | 0 | 0 | 0  | 0  | 0    | Play-off de ascenso a Segunda Federación    |
| 6    | C. F. Calamocha   | 0    | 0  | 0 | 0 | 0 | 0  | 0  | 0    |                                             |
| 7    | C. D. Cariñena    | 0    | 0  | 0 | 0 | 0 | 0  | 0  | 0    |                                             |
| 8    | U. D. Casetas     | 0    | 0  | 0 | 0 | 0 | 0  | 0  | 0    |                                             |
| 9    | C. D. Caspe       | 0    | 0  | 0 | 0 | 0 | 0  | 0  | 0    |                                             |
| 10   | C. D. Cuarte      | 0    | 0  | 0 | 0 | 0 | 0  | 0  | 0    |                                             |
| 11   | C. F. Épila       | 0    | 0  | 0 | 0 | 0 | 0  | 0  | 0    |                                             |
| 12   | S. D. Huesca "B"  | 0    | 0  | 0 | 0 | 0 | 0  | 0  | 0    |                                             |
| 13   | C. F. Illueca     | 0    | 0  | 0 | 0 | 0 | 0  | 0  | 0    |                                             |
| 14   | C. D. La Almunia  | 0    | 0  | 0 | 0 | 0 | 0  | 0  | 0    |                                             |
| 15   | C. D. Robres      | 0    | 0  | 0 | 0 | 0 | 0  | 0  | 0    |                                             |
| 16   | C. D. J. Tamarite | 0    | 0  | 0 | 0 | 0 | 0  | 0  | 0    | Descenso a Regional Preferente              |
| 17   | C. D. Utrillas    | 0    | 0  | 0 | 0 | 0 | 0  | 0  | 0    | Descenso a Regional Preferente              |
| 18   | C. D. Zuera       | 0    | 0  | 0 | 0 | 0 | 0  | 0  | 0    | Descenso a Regional Preferente              |

Actualizado a los partidos jugados el 7 de septiembre de 2025.
 Fuente: BeSoccer

### Evolución de la clasificación
| Jornada | 1 | 2 | 3 | 4 | 5 | 6 | 7 | 8 | 9 | 10 | 11 | 12 | 13 | 14 | 15 | 16 | 17 | 18 | 19 | 20 | 21 | 22 | 23 | 24 | 25 | 26 | 27 | 28 | 29 | 30 | 31 | 32 | 33 | 34 |
| Equipo  |   |   |   |   |   |   |   |   |   |    |    |    |    |    |    |    |    |    |    |    |    |    |    |    |    |    |    |    |    |    |    |    |    |    |
| ------- | - | - | - | - | - | - | - | - | - | -- | -- | -- | -- | -- | -- | -- | -- | -- | -- | -- | -- | -- | -- | -- | -- | -- | -- | -- | -- | -- | -- | -- | -- | -- |
|         |   |   |   |   |   |   |   |   |   |    |    |    |    |    |    |    |    |    |    |    |    |    |    |    |    |    |    |    |    |    |    |    |    |    |

## Resultados
| Local \ Visitante | ALM | AND | ATM | BEL | BIN | CAL | CAR | CSE | CSP | CUA | EPI | HUE | ILL | LAL | ROB | TAM | UTR | ZUE |
| ----------------- | --- | --- | --- | --- | --- | --- | --- | --- | --- | --- | --- | --- | --- | --- | --- | --- | --- | --- |
| A. D. Almudévar   | —   |     |     |     |     |     |     |     |     |     |     |     |     |     |     |     |     |     |
| Andorra C. F.     |     | —   |     |     |     |     |     |     |     |     |     |     |     |     |     |     |     |     |
| Atlético Monzón   |     |     | —   |     |     |     |     |     |     |     |     |     |     |     |     |     |     |     |
| C. D. Belchite 97 |     |     |     | —   |     |     |     |     |     |     |     |     |     |     |     |     |     |     |
| C. D. Binéfar     |     |     |     |     | —   |     |     |     |     |     |     |     |     |     |     |     |     |     |
| C. F. Calamocha   |     |     |     |     |     | —   |     |     |     |     |     |     |     |     |     |     |     |     |
| C. D. Cariñena    |     |     |     |     |     |     | —   |     |     |     |     |     |     |     |     |     |     |     |
| U. D. Casetas     |     |     |     |     |     |     |     | —   |     |     |     |     |     |     |     |     |     |     |
| C. D. Caspe       |     |     |     |     |     |     |     |     | —   |     |     |     |     |     |     |     |     |     |
| C. D. Cuarte      |     |     |     |     |     |     |     |     |     | —   |     |     |     |     |     |     |     |     |
| C. F. Épila       |     |     |     |     |     |     |     |     |     |     | —   |     |     |     |     |     |     |     |
| S. D. Huesca "B"  |     |     |     |     |     |     |     |     |     |     |     | —   |     |     |     |     |     |     |
| C. F. Illueca     |     |     |     |     |     |     |     |     |     |     |     |     | —   |     |     |     |     |     |
| C. D. La Almunia  |     |     |     |     |     |     |     |     |     |     |     |     |     | —   |     |     |     |     |
| C. D. Robres      |     |     |     |     |     |     |     |     |     |     |     |     |     |     | —   |     |     |     |
| C. D. J. Tamarite |     |     |     |     |     |     |     |     |     |     |     |     |     |     |     | —   |     |     |
| C. D. Utrillas    |     |     |     |     |     |     |     |     |     |     |     |     |     |     |     |     | —   |     |
| C. D. Zuera       |     |     |     |     |     |     |     |     |     |     |     |     |     |     |     |     |     | —   |